# Jumping All Over the World
Jumping All Over the World är ett album av Scooter som släpptes den 30 november 2007. 2008 släppte de albumet i Storbritannien, detta ledde till att de blev 1:a på engelska topplistan, vilket har följts av en Golden record award.

## Låtlista
1. "The Definition" - 1:25
2. "Jumping All Over the World" - 3:49
3. "The Question Is What Is The Question?" - 3:46
4. "Enola Gay" - 4:00
5. "Neverending Story" - 3:52
6. "And No Matches" - 3:32
7. "Cambodia" - 5:24
8. "I'm Lonely" - 4:02
9. "Whistling Dave" - 3:39
10. "Marian (Version)" - 4:56
11. "Lighten Up the Sky" - 6:19
12. "The Hardcore Massive" - 4:26
13. "The Greatest Difficulty" - 0:21